# Roman Oravec
Roman Oravec (* 5. dubna 1978 Brno) je bývalý český atlet, běžec na středních tratích.
Je odchovancem Zbrojovky Brno, později závodil za USK Praha. Je dvojnásobným českým mistrem na 800 metrů venku (2000 a 2003) i v hale (1997 a 2003). Jeho čas 1:47,85 z halového šampionátu 1997 je dosud platným rekordem HMČR.
Získal bronzovou medaili na mistrovství Evropy juniorů v atletice 1997 v Lublani, na mistrovství Evropy v atletice do 23 let 1999 skončil na čtvrtém místě. Startoval na halovém mistrovství Evropy v atletice 1998, 2000 a 2002, pokaždé vypadl v semifinále. Na Mistrovství světa v atletice 1999 v Seville skončil ve svém semifinálovém běhu na pátém místě a i když zaběhl celkově sedmý nejlepší čas, do finále nepostoupil. Na olympiádě 2000 v Sydney obsadil 24. místo, na HMS 2003 byl desátý.
Vystudoval ekonomii na Southern Methodist University v Dallasu, na Univerziádě 2003 v korejském Tegu získal na osmistovce zlatou medaili. Po sérií zranění ukončil v roce 2005 předčasně sportovní kariéru a pracuje jako jednatel v obchodní společnosti Acomware.

## Osobní rekordy
- 400 m: 47,12 (1998)
- 800 m: 1:45,06 (1999)
- 1500 m: 3:47,32 (1999)